# Monasterolo del Castello
Monasterolo del Castello – miejscowość i gmina we Włoszech, w regionie Lombardia, w prowincji Bergamo.
Według danych na styczeń 2009 gminę zamieszkiwało 1099 osób przy gęstości zaludnienia 129,6 os./1 km².